# Carex endlichii
Carex endlichii är en halvgräsart som beskrevs av Georg Kükenthal. Carex endlichii ingår i släktet starrar, och familjen halvgräs. Inga underarter finns listade i Catalogue of Life.